# Timothy Morton
Pour les articles homonymes, voir Morton.
 (décembre 2024).
La mise en forme du texte ne suit pas les recommandations de Wikipédia : il faut le « wikifier ».
Les points d'amélioration suivants sont les cas les plus fréquents :
- Les titres sont pré-formatés par le logiciel. Ils ne sont ni en capitales, ni en gras.
- Le texte ne doit pas être écrit en capitales (les noms de famille non plus), ni en gras, ni en italique, ni en « petit »…
- Le gras n'est utilisé que pour surligner le titre de l'article dans l'introduction, une seule fois.
- L'italique est rarement utilisé : mots en langue étrangère, titres d'œuvres, noms de bateaux, etc.
- Les citations ne sont pas en italique mais en corps de texte normal. Elles sont entourées par des guillemets français : « et ».
- Les listes à puces sont à éviter, des paragraphes rédigés étant largement préférés. Les tableaux sont à réserver à la présentation de données structurées (résultats, etc.).
- Les appels de note de bas de page (petits chiffres en exposant, introduits par l'outil «  Source ») sont à placer entre la fin de phrase et le point final[comme ça].
- Les liens internes (vers d'autres articles de Wikipédia) sont à choisir avec parcimonie. Créez des liens vers des articles approfondissant le sujet. Les termes génériques sans rapport avec le sujet sont à éviter, ainsi que les répétitions de liens vers un même terme.
- Les liens externes sont à placer uniquement dans une section « Liens externes », à la fin de l'article. Ces liens sont à choisir avec parcimonie suivant les règles définies. Si un lien sert de source à l'article, son insertion dans le texte est à faire par les notes de bas de page.
- La présentation des références doit suivre les conventions bibliographiques. Il est recommandé d'utiliser les modèles {{Ouvrage}}, {{Chapitre}}, {{Article}}, {{Lien web}} et/ou {{Bibliographie}}. Le mode d'édition visuel peut mettre en forme automatiquement les références.
- Insérer une infobox (cadre d'informations à droite) n'est pas obligatoire pour parachever la mise en page.

Pour une aide détaillée, merci de consulter Aide:Wikification.
Si vous pensez que ces points ont été résolus, vous pouvez retirer ce bandeau et améliorer la mise en forme d'un autre article.
Timothy Bloxam Morton (né le 19 juin 1968, à Londres), est un professeur titulaire de la chaire d’anglais Rita Shea Guffey de l’Université Rice à Houston (Texas) et est directeur de la « Cool America Foundation. Il a fait des études à l’Université Oxford. Il effectue des recherches sur des thèmes comme l’écologisme, le post-humanisme, le genre et la littérature. Morton est considéré comme faisant partie du mouvement philosophique OOO (Object Oriented Ontology). Il a écrit des livres comme La pensée écologique, Être écologique ou encore Hyperobjets : philosophie et écologie après la fin du monde. Timothy Morton tient un site web dans lequel il partage des textes et des vidéos. Il entretient des amitiés avec des personnalités du monde des arts comme Björk et Olafur Eliasson, et il s'est inspiré d’une chanson de Björk, Hyperballad, pour développer son concept d’hyperobjet.

## Ouvrages importants

### La pensée écologique
La Pensée écologique, « The Ecological Thought » dans la version originale, a été publié en 2010. Le livre a été traduit en français par Cécile Wajsbrot en 2016 aux Éditions Zulma. Dans cet essai, Timothy Morton amène à « apprendre à penser différemment : s’affranchir du concept de Nature, voir grand (global plutôt que local), reconnaître les hyperobjets (le plastique ou la biosphère), prendre conscience de l’étrange étrangeté du monde et des liens de tout avec tout. » C’est ce que le professeur de science politique français Bruno Villalba note en mentionnant que cet essai « tente de répondre à l’angoissante question de notre ajustement cognitif à l’état du monde actuel et de notre possibilité d’y faire face en reformulant notre position, à la fois corporelle et subjective, dans et face à ce monde. » Morton s’intègre dans les débats contemporains qui se questionnent sur des questions centrales de l’écologisme : Qu’est-ce que l’écologisme? Et à partir de cette question, comment être écologiste?
Une grande partie du livre se concentre sur les liens entre le concept de nature et l’écologisme. Morton mentionne à ce propos : « Assumer la responsabilité directe du changement climatique signifiera, entre autres, abandonner l’idée de Nature, cette barrière idéologique qui empêche de prendre conscience que tout est interconnecté. » Ce positionnement sur la question de la Nature, l’abandon du concept, permet à Villalba de mentionner que : « Déconstruire cette idée de Nature permet ainsi de s’émanciper définitivement du dualisme, afin de parvenir à considérer avant tout la relation que la séparation. » Morton rentre donc dans les débats contemporains sur la place de la nature dans l’écologisme. Ce dernier faisant partie de ceux qui mettent de l’avant le flou entre la notion de nature et de culture et propose de dépasser cette séparation.
Il propose alors son concept de maillage qu’il définit de la manière suivante : « Le « maillage » renvoie aux trous dans un réseau et aux fils qui les relient. Il évoque à la fois la solidité et la finesse. On l’emploie en biologie, en mathématiques, en ingénierie, dans le textile et en informatique – pensez aux collants et au graphisme, au métal et au tissu. « Mesh », le « maillage », a des liens étymologiques avec masque et masse, qui évoquent à la fois la densité et l’illusion. » C’est une nouvelle manière de voir le monde de manière conceptuelle. Le maillage est un concept que Morton utilise pour démontrer la manière dont les objets sont liés. Ce concept permet à Morton de mettre de l’avant une posture qui dépasse la séparation traditionnelle entre la nature et la culture.
Un concept central de La pensée écologique de Timothy Morton est celui d’hyperobjet. Il mentionne lui-même à ce propos : « Dans mon livre The Ecological Thought (« La pensée écologique »), j’ai inventé le mot « hyperobjet » pour désigner des choses massivement réparties dans le temps et l’espace par rapport aux humains. Un hyperobjet peut être un trou noir. Un hyperobjet peut être le gisement pétrolier de Lago Agrio, en Équateur, ou les Everglades, en Floride. Un hyperobjet peut être la biosphère, ou le système solaire. Un hyperobjet peut être la somme totale de tous les matériaux nucléaires présents sur la terre, ou simplement le plutonium, ou l’uranium. Un hyperobjet peut être le produit extrêmement durable de la fabrication humaine directe, comme le polystyrène ou les sacs en plastique, ou bien la totalité de la machinerie vrombissante du capitalisme. Un hyperobjet est donc « hyper » par rapport à une autre entité, qu’il soit directement fabriqué par des humains ou pas. » L’hyperobjet est donc un nouveau concept mis de l’avant par Morton. Ce concept est central dans sa pensée écologique, car il permet de parler de « ces choses dont les implications dépassent notre compréhension, comme le pastique ou le plutonium. » Ce sont des éléments qui remettent en question notre manière de percevoir le monde qui nous entoure et qui remet en question notre vision « notamment sur ce qu'est une chose ».

### "Ecology without nature"
« Ecology without Nature : Rethinking Environnemntal Aesthetics » a été publié par Timothy Morton en 2007 par les Presses de l’Université Harvard. La thèse centrale de ce livre est la question suivante : « What if the idea  of 'nature' is precisely the idea environmentalists need  to dispensewith if they are to promote genuinely ecological forms of culture, philosophy, politics,and  art? » Le livre explore donc les liens entre l’idée de Nature et l’écologisme. La proposition de Timothy Morton est de changer notre conception de l’écologisme. Morton ne se satisfait pas de dire que l’idée de Nature, ou du moins la manière dont on se le présente, est une construction sociale. Il entreprend dans ce livre un travail qui peut être vu de la manière suivante : « Using the tools of postmodern theorists like Heidegger, Derrida, Latour, and Zizek (and theirforebears), and  reading the poets  of the English  Romantic tradition, Morton  details how our thinking about nature is caught within a style he calls 'ecomimesis'. Ecomimetic writers strive to bring us into immediate contact with nature. » Mais il y aurait un problème avec cette conception de la nature. Le professeur Norman Wirzba le souligne de la manière suivante : « The problem with so much nature writing, and  the environmentalism  that  flowsalongside it, is that it presents a natural environment as some 'thing' out there that wethen need to connect with because it is not really us. » Le problème serait donc la création d’une idée de la Nature qui serait extérieure à l’humain. Ce problème devrait être dépassé pour permettre de réellement être écologique.

## Publications

### Ouvrages
- 1994. Shelley and the Revolution in Taste: The Body and the Natural World (Cambridge University Press)
- 2000. Radical Food: The Culture and Politics of Eating and Drinking, 1790-1820 (Routledge)
- 2000. The Poetics of Spice: Romantic Consumerism and the Exotic (Cambridge University Press)
- 2002. Mary Shelley's Frankenstein: A Routledge Study Guide and Sourcebook (Routledge)
- 2002. Radicalism in British Literary Culture, 1650-1830 (Cambridge University Press)
- 2004. Cultures of Taste/Theories of Appetite: Eating Romanticism (Palgrave Macmillan)
- 2006. The Cambridge Companion to Shelley (Cambridge University Press)
- 2007. Ecology Without Nature: Rethinking Environmental Aesthetics (Harvard University Press)
- 2010. The Ecological Thought (Harvard University Press)
- 2013. Realist Magic: Objects, Ontology, Causality (Open Humanities Press)
- 2013. Hyperobjects: Philosophy and Ecology after the End of the World (University of Minnesota Press)
- 2015. Nothing: Three Inquiries in Buddhism (University of Chicago Press, avec Marcus Boon et Eric Cazdyn)
- 2016. Dark Ecology: For a Logic of Future Coexistence (Columbia University Press)
- 2017. Humankind: Solidarity with Non-Human People (Verso Books)
- 2018. Being Ecological (Pelican Books)
- 2018. Hyperobjets : philosophie et écologie après la fin du monde (IT)
- 2019. La pensée écologique (Zulma Éditions)
- 2021. Spacecraft (Bloomsbury Academic)
- 2021. Hyposubjects: On Becoming Human (Open Humanities Press, et Dominic Boyer)
- 2021. All Art Is Ecological (Penguin UK)
- 2021. Être écologique (Zulma Éditions)
- 2023. The Stuff of Life: (Bloomsbury)
- 2024. Hell: In Search of a Christian Ecology (Columbia University Press)